# Joan Miralles i Orrit
Joan Miralles i Orrit (Sabadell, 15 d'octubre de 1903 - 2 de desembre de 1977) fou un manyà i alcalde de Sabadell l'any 1936.
Joan Miralles estudià a l'Escola Industrial i d'Arts i Oficis i treballà de manyà. Membre del Círcol Republicà Federal, el 1934 fou detingut i empresonat al vaixell presó Uruguai per haver donat suport a Lluís Companys quan proclamà l'Estat català. Va ser alcalde de Sabadell de maig a octubre de 1936. S'exilià a França el 1939 i, quan en retornà el 1942, fou novament empresonat i, posteriorment, desterrat a Blanes.